# Japonsko na letních olympijských hrách
Japonsko na letních olympijských hrách startuje od roku 1912. Toto je přehled účastí, medailového zisku a vlajkonošů na dané sportovní události.

## Účast na Letních olympijských hrách
| Dějiště LOH            | LOH      | Vlajkonoš                        | Zlatá medaile | Stříbrná medaile | Bronzová medaile | Celkem |
| ---------------------- | -------- | -------------------------------- | ------------- | ---------------- | ---------------- | ------ |
| 1912 Stockholm         | LOH 1912 | Jahiko Mišima                    |               |                  |                  | 0      |
| 1920 Antverpy          | LOH 1920 | nikdo                            |               | 2                |                  | 2      |
| 1924 Paříž             | LOH 1924 | nikdo                            |               |                  | 1                | 1      |
| 1928 Amsterdam         | LOH 1928 | Jonetaró Nakazawa                | 2             | 2                | 1                | 5      |
| 1932 Los Angeles       | LOH 1932 | Mikio Oda                        | 7             | 7                | 4                | 18     |
| 1936 Německo           | LOH 1936 | Kenkiči Óšima                    | 6             | 4                | 10               | 20     |
| 1948 Londýn            | 1948     |                                  |               |                  |                  | Ne     |
| 1952 Helsinky          | LOH 1952 | Bunkiči Sawada                   | 1             | 6                | 2                | 9      |
| 1956 Melbourne         | LOH 1956 | Šózó Sasahara                    | 4             | 10               | 5                | 19     |
| 1960 Řím               | LOH 1960 | Takaši Ono                       | 4             | 7                | 7                | 18     |
| 1964 Tokio             | LOH 1964 | Makoto Fukui                     | 16            | 5                | 8                | 29     |
| 1968 Ciudad de México  | LOH 1968 | Jukio Endó                       | 11            | 7                | 7                | 25     |
| 1972 Mnichov           | LOH 1972 | Masatoši Šinomaki                | 13            | 8                | 8                | 29     |
| 1976 Montréal          | LOH 1976 | Kacutoši Nekoda                  | 9             | 6                | 10               | 25     |
| 1980 Moskva            | 1980     |                                  |               |                  |                  | Ne     |
| 1984 Los Angeles       | LOH 1984 | Šigenobu Murofuši                | 10            | 8                | 14               | 32     |
| 1988 Soul              | LOH 1988 | Mikako Kotaniová                 | 4             | 3                | 7                | 14     |
| 1992 Barcelona         | LOH 1992 | Kumi Nakadaová                   | 3             | 8                | 11               | 22     |
| 1996 Atlanta           | LOH 1996 | Rjóko Taniová                    | 3             | 6                | 5                | 14     |
| 2000 Sydney            | LOH 2000 | Kósei Inoue                      | 5             | 8                | 5                | 18     |
| 2004 Athény            | LOH 2004 | Kjóko Hamagučiová                | 16            | 9                | 12               | 37     |
| 2008 Peking            | LOH 2008 | Ai Fukuharaová                   | 9             | 6                | 10               | 25     |
| 2012 Londýn            | LOH 2012 | Saori Jošidaová                  | 7             | 14               | 17               | 38     |
| 2016 Rio de Janeiro    | LOH 2016 | Keisuke Uširo                    | 12            | 8                | 21               | 41     |
| 2020 Tokio             | LOH 2020 | Rui Hačimura Jui Susakiová       | 27            | 14               | 17               | 58     |
| 2024 Paříž             | LOH 2024 | Šigejuki Nakarai Misaki Emuraová | 20            | 12               | 13               | 45     |
| Celkem                 | 24       |                                  | 189           | 162              | 191              | 542    |
| Zdroj na Olympedia.org |          |                                  |               |                  |                  |        |